# Живко Ангелушев
Живко Ангелушев (на английски: Zhivko Angelusheff) е български лекар и натурализиран американец.

## Биография
Роден на 15 януари 1897 г. в Мъглиж, Старозагорско или в Плевня, Драмско. Брат е на художника Борис Ангелушев.
Учи само един месец в Одринската семинария. По време на Първата световна война е раняван. Ръководи специално отделение към Осма пехотна тунджанска дивизия, което по новаторски метод на инженер Иван Мавров имало за цел да определя точното местонахождение на противниковите батареи по акустичната характеристика на изстрелваните от тях снаряди.
Следва биология и физика в Софийския университет, а през 1920 г. учи медицина в Германия. През 1925 г. се дипломира и става хирург в един от кварталите на Берлин – Нойкьолн. Между 1926/1932 г. завежда отделение в болницата там. Симпатизант е на комунистическите идеи и попада в полезрението на националсоциалистите през 1933 г. В търсенето на „българската следа“ в покушението срещу Райхстага е арестуван и малтретиран. Вследствие на което се прехвърля в парижка болница. Под влияние на личните си преживявания от преживяването на написва книга „Расовата лудост“.
Поради своите убеждения се включва сред доброволците за защита на Испанската република и помага за създаване на военен лазарет в Мурсия. Връщайки се в Париж продължава да се грижи за евакуирани там ранени бойци-интербригадисти.
При избухването на Втората световна война успява се качи на последния трансокеански лайнер напуснал френското пристанище Хавър преди блокирането на водните пътища и се установява в Ню Йорк. Там специализира клинична терапия и оториноларингология.
Проявява научен интерес към влиянието на увеличавана на шума и вибрациите вследствие от урбанизацията и технологизирането през 20 век, които застрашават човешкото здраве.
Негови изследвания в Копенхаген принуждават управата му да намали децибелите в града. Установява също така, че звукова атака от ниско прелитащи свръзвукови аеролайнери е в състояние да убие куче. Тя се отразява върху слуховите костици, правейки ги шуплести и крехки. Високите децибели причиняват необратими промени в клетъчната структура на слуховия канал. Поразява се и хипофизата, която има отговорни функции в човешката нервна система. Представя този актуален проблем пред тогавашния главен секретар на ООН У Тан и председателя на Сената в САЩ У. Фулбрайт. Резултатите от изследванията са взети предвид и от НАСА и включени като фактор в астромедицината.
Става член на Нюйоркската академия на науките, на Световната звукова организация, Американския институт по физика, Международния център за борба с шума и вибрациите.
Издава книгите „Борба против глухотата“ и „Вибрационна енергия и биохомия на слуховия нерв“.
Умира в Ню Йорк на 17 юли 1979 г.